# Шоу Элвина
Шоу Элвина (англ. The Alvin Show) — американский мультсериал 1961 года с участием поющих персонажей Элвина и бурундуков. Сериал опирался на импульс создателя Росса Багдасаряна-старшего, оригинальный хитовый трюк и развил поющее трио бурундуков как буйных детей — особенно звезду-тезку шоу, чьи озорства контрастировали с его высоким мозговитым братом Саймоном и его пухлым, прожорливым братом Теодором, а также их многострадальный, постоянно унижаемый менеджер-отец Давид Севиль.
Первоначальный показ шоу Элвина длился один сезон в прайм-тайм на канале CBS [по средам, с 19:30 до 20:00 по восточному времени], спонсируемый General Foods. (4 октября 1961 г. — 28 марта 1962 г.) Хотя шоу было нарисовано в цвете, оно транслировалось в черно-белом цвете. Цветные копии эпизодов не будут выпущены до тех пор, пока осенью 1965 года сериал не будет синдицирован.
Позже CBS будет повторно показывать сериал по субботам утром в течение нескольких лет после окончания показа шоу в прайм-тайм.
Отдельные фрагменты шоу были отдельно объединены в синдицированные в середине и конце 1960-х годов под общим названием «Элвин и бурундуки».
Позже сериал был возрожден на NBC-TV, снова продвигаемый под названием «Элвин и бурундуки» (с вводной титульной карточкой «Шоу Элвина», вырезанной из вступительных титров), в субботу утром с 10 марта 1979 года по 1 сентября 1979 года.
Осенью 1983 года, что совпало с запуском нового сериала Руби-Спирс об Элвине и бурундуках на канале NBC, Шоу Элвина снова было синдицировано, на этот раз компанией Viacom Enterprises.
Nickelodeon получил права на трансляцию «Шоу Элвина» в США где-то в 1994 году и ежедневно показывал эпизоды до конца 1995 года. В течение этого времени, а также некоторое время после того, как полные эпизоды перестали выходить в эфир, отдельные мультфильмы и музыкальные фрагменты были вставлены в эпизоды. Вайнервиль. В 1996 году Nickelodeon вообще прекратил показ сегментов Шоу Элвина, и с тех пор ни одна телевизионная сеть не транслировала их.

## Список серий
1. Орел Стэнли О Гондальеро Клайд Крэшкап изобретает бейсбол Хотел бы я говорить по-французски 4 октября 1961 года
2. Сэм Валиант, Private Nose Август Дорогой Клайд Крэшкап изобретает ванну Оркестр Элвина 11 октября 1961 г.
3. Squares Swanee River Clyde Crashcup изобретает жену The Magic Mountain 18 октября 1961 г.
4. Страус Храбрые бурундуки Клайд Крэшкап изобретает малышку-янки-дудл 25 октября 1961 года.
5. Добрый сосед Маленькая собачка (О, куда, о, куда делась моя собачка) Клайд Крэшкап изобретает электричество Старый Макдональд Ча-ча-ча 1 ноября 1961 года
6. Необычный японский банан Клайд Крэшкап изобретает музыку, когда Джонни марширует домой 8 ноября 1961 г.
7. Альтер эго Элвина. Пиджин-инглиш.
8. Сэм Валиант, специалист по недвижимости, работающий на железной дороге Клайд Крэшкап изобретает плиту, застрявшую в Аравии, 22 ноября 1961 года.
9. Кемпинг, доброе утро, песня, Клайд Крэшкап изобретает шутки, «Хотел бы я иметь лошадь», 29 ноября 1961 г.
10. Переутомленный знахарь Элвин Клайд Крэшкап изобретает полет Песня бурундука (Рождество, не опаздывайте) 6 декабря 1961 г.
11. Дом на ранчо Dude Ranch Клайд Крэшкап изобретает первую помощь Элвину для президента 13 декабря 1961 года.
12. Ритм джунглей Лилия Лагуны Клайд Крэшкап изобретает Египет Рядь, греби, греби на своей лодке 20 декабря 1961 г.
13. Bentley Van Rolls качается низко, милая колесница Клайд Крэшкап изобретает самосохранение, идя сквозь рожь 27 декабря 1961 г.
14. Велосипед с хорошими манерами, созданный для двоих Клайд Крэшкап изобретает физическую культуру Регтайм Ковбой Джо 3 января 1962 года
15. Малая лига Буффало Галс Клайд Крэшкап изобретает стул, прогуливаясь в парке. Однажды, 10 января 1962 года.
16. Hillbilly Son Spain Клайд Крэшкап изобретает кровать Pop Goes the Weasel 17 января 1962 г.
17. Круиз Элвина Губная гармоника Элвина Клайд Крашкап изобретает телефон, если ты меня любишь (Алуэтт), 24 января 1962 г.
18. Влюбленный Дэйв идет вокруг горы Клайд Крашкап изобретает машину времени Три мыши с завязанными глазами 31 января 1962 г.
19. Влюбленный орел Поет дурацкую песню Клайд Крэшкап изобретает Сделай сам Мерцай, мерцай, Маленькая звезда 7 февраля 1962 года
20. Собака Теодора Клементина Клайд Крэшкап изобретает обувь. Мария из Мадрида, 14 февраля 1962 года.
21. Дом с привидениями. Свисти, пока ты работаешь. Клайд Крэшкап изобретает стекло. Моя дикая ирландская роза. 21 февраля 1962 года.
22. Студия Элвина Джини со светло-каштановыми волосами Это твоя жизнь, Клайд Крэшкап! Группа играла 28 февраля 1962 г.
23. Уистлер Элвин Твист Клайд Крэшкап изобретает лодку Человек на летающей трапеции 7 марта 1962 года
24. Сэр Элвин Гит вместе, Маленькие собачки Клайд Крэшкап изобретает Крэшкапленд в долине 14 марта 1962 г.
25. Диск-жокей Funiculì, Funiculà Clyde Crashcup изобретает дни рождения Полли Уолли Дудл, 21 марта 1962 г.
26. Eagle Music On Top Old Smoky Clyde Crashcup изобретает самооборону America the Beautiful 28 марта 1962 г.